# 2014년 루한스크 주민투표
2014년 루간스크 주 주민투표(러시아어: Референдум о самоопределении Луганской Народной Республики)는 2014년 4월 28일 우크라이나 루간스크의 인민 민병대가 주민투표를 선언한 뒤 2014년 5월 11일 루간스크주의 절반을 통제하고 있는 루간스크 인민 공화국에서 진행한 주민투표이다. 이후 2014년 5월 18일 공화국의 미래에 대한 두 번째 주민투표를 열 예정이다. 그러나, 주민투표 이후 인민 공화국 측에서 독립 선언 이후 러시아로 병합할 수 있다는 의사를 밝힌 이후, 도네츠크 인민 공화국과 함께 신러시아 인민 공화국을 세울 예정이라고 말했다. 결국, 두 인민 공화국은 5월 24일 노보로시야 연방국을 선포하며 합병하였다.

## 배경 및 준비 과정
국민투표를 하겠다는 결정의 원인 중 하나는 키이우의 과도 정부에 저항하여 주 경계 내에서 현재의 헌법을 받아들일 수 없다는 저항 중 하나였다.

## 질문
투표에서 물어본 질문은 다음과 같다.
- "귀하는 루한스크 인민 공화국의 독립 선언을 지지하십니까?"[10]

## 같이 보기
- 2014년 도네츠크 주 주민투표
- 2014년 크림 주민투표